# 오사산드라주

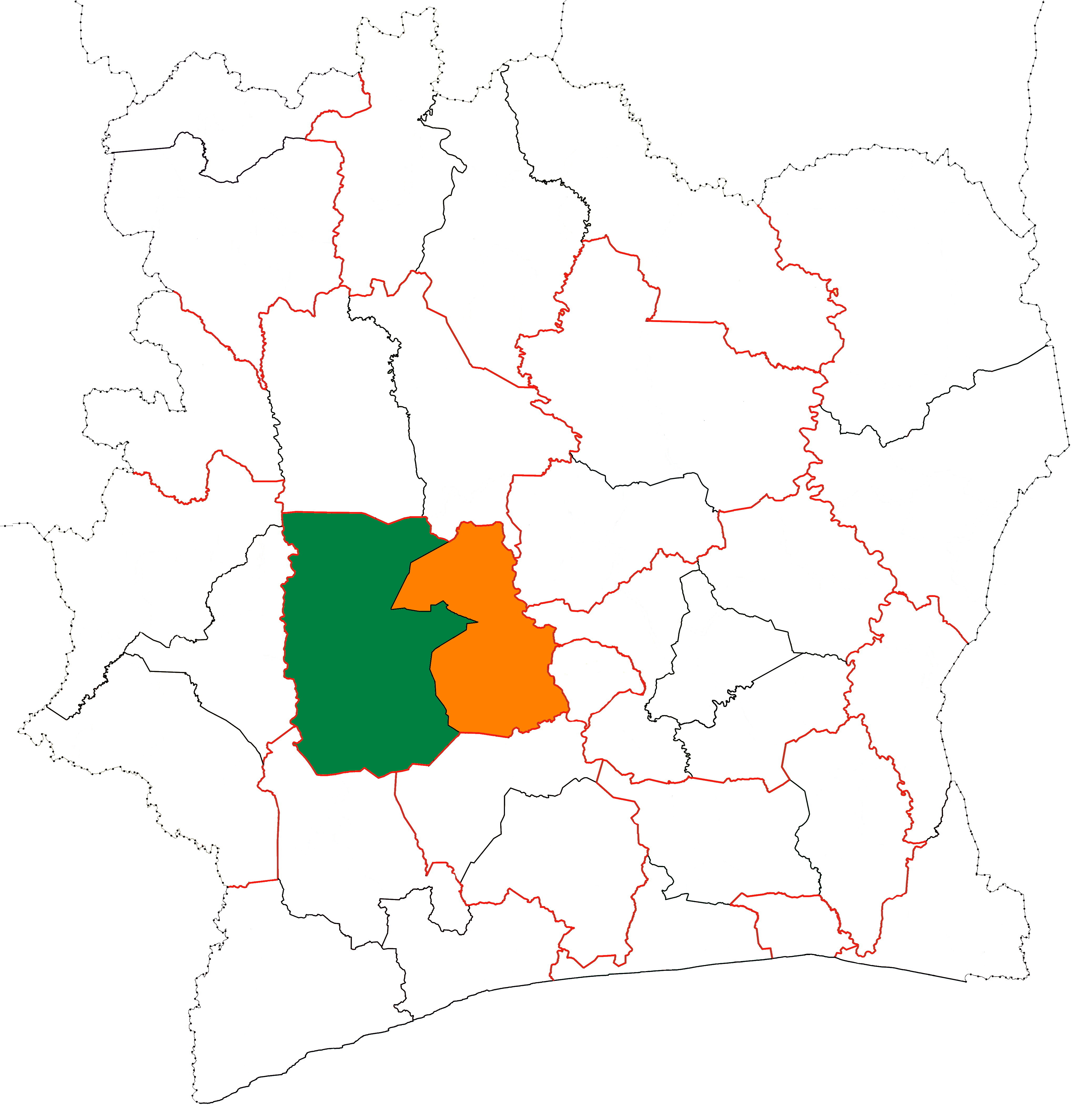
코트디부아르 지도에 표시된 사산드라마라우에구(녹색+주황색)와 오사산드라주(녹색)의 위치

오사산드라주(프랑스어: Haut-Sassandra) 또는 상사산드라주는 코트디부아르 사산드라마라우에구의 주 가운데 하나이다. 주도는 달로아이며 면적은 15,200km2, 인구는 1,186,600명(2002년 기준)이다. 4개 도(달로아도, 이시아도, 바부아도, 주쿠그뵈도)를 관할한다.